# Hòn Đá Lẻ
Hòn Đá Lẻ là một đảo nhỏ nằm trong quần đảo Hòn Khoai thuộc xã Đất Mũi, tỉnh Cà Mau. Đây là vị trí Điểm A2 của Đường cơ sở trên biển của Việt Nam. Tọa độ Hòn Đá Lẻ là 08˚22'8" vĩ độ Bắc - 104˚52'4" kinh độ Đông. Hòn Đá Lẻ cũng được một số tài liệu ghi nhận là điểm cực nam của Việt Nam, nhưng điểm cực nam tính trên thông số vĩ độ chính xác thì đảo An Bang mới chính là điểm cực nam.

## Tự nhiên

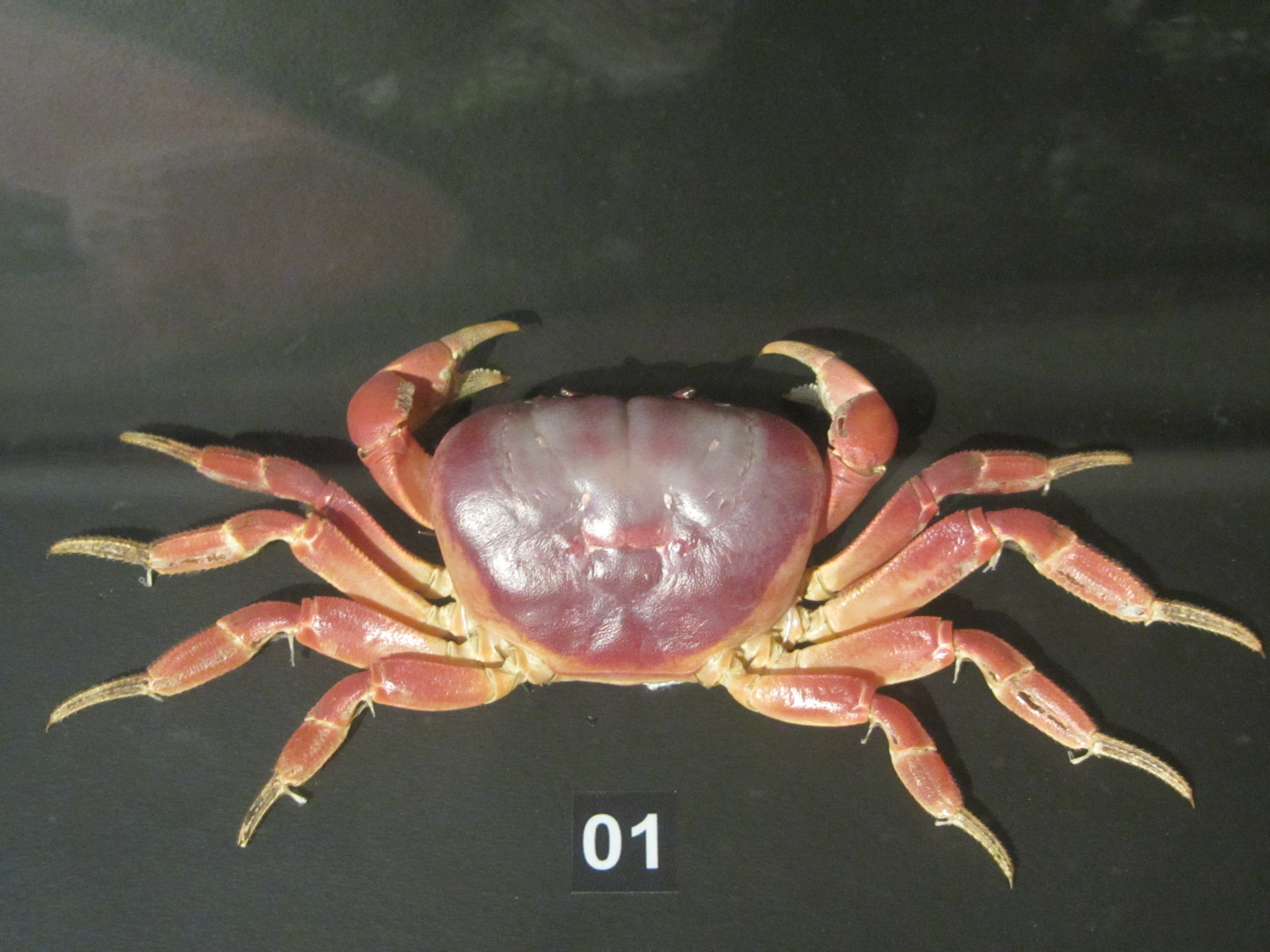
Cua đá là loài chủ yếu sống trên đảo.

Vị trí Hòn Đá Lẻ cách đảo Hòn Khoai 7,7 km về phía đông nam. Đảo chỉ là một cụm đá đen trơ trọi dài khoảng 125 m, rộng nhất 34 m và cao nhất khoảng 7 m. Địa hình lỏm chỏm với nhiều ao nước, chúng ngập khi thủy triều lên. Phần tây nam của đảo cao nhất, phần đông bắc thì trũng. Chân các vách đá bám đầy sò biển. Xung quanh đảo là các rạn san hô, loài cua đá là loài chủ yếu sống trên đảo, đảo cũng là nơi nhiều loài chim biển trú ngụ.

## Quản lý
Đây là đảo quân sự, do đồn biên phòng 700 – Hòn Khoai quản lý. Đảo là khu vực hạn chế, chỉ có ngư dân địa phương mới được phép tiếp cận, thường họ đánh bắt cá tại vùng nước xung quanh và neo thuyền khi có gió bão. Toàn cảnh hòn đảo nằm trong tầm quan sát của hệ thống radar của trạm radar 595, Trung đoàn 551, Vùng 5 Hải quân. Trạm đóng trên điểm cao nhất của Hòn Khoai.
Cho đến tháng 5 năm 2023, Hòn Đá Lẻ không có cột mốc bia chủ quyền và mốc tọa độ quốc gia. Công trình chỉ bắt đầu xây dựng vào cuối tháng 5, sau vài tháng đã hoàn thành. Sau khi công trình cột mốc bia chủ quyền và mốc tọa độ quốc gia xây xong, vào ngày 28 tháng 10 năm 2023, đoàn công tác Tỉnh ủy, Ủy ban nhân dân tỉnh Cà Mau gồm Ủy viên Trung ương Đảng Cộng sản Việt Nam, Bí thư Tỉnh ủy, Chủ tịch Hội đồng nhân dân tỉnh là Nguyễn Tiến Hải và Phó chủ tịch Ủy ban nhân dân tỉnh là Lâm Văn Bi cùng nhiều lãnh đạo các địa phương, đơn vị ra đảo để chào cờ.
Trước đây, Hòn Đá Lẻ là một đảo nhỏ nằm trong quần đảo Hòn Khoai thuộc xã Tân Ân, huyện Ngọc Hiển, tỉnh Cà Mau quản lý.
Ngày 16 tháng 6 năm 2025, Ủy ban Thường vụ Quốc hội ban hành Nghị quyết số 1655/NQ-UBTVQH15 về việc sắp xếp các đơn vị hành chính cấp xã của tỉnh Cà Mau năm 2025 (nghị quyết có hiệu lực từ ngày 16 tháng 6 năm 2025). Theo đó, điều chỉnh toàn bộ 4,7 km² diện tích tự nhiên, không có người sinh sống của cụm đảo Hòn Khoai của xã Tân Ân thuộc huyện Ngọc Hiển vào xã Đất Mũi.

### Sách
- Nguyên Hạnh (1997). Toàn Cảnh Việt Nam. Nhà xuất bản Thống kê.